# Micha Djorkaeff
Micha Djorkaeff (Rueil-Malmaison, 24 marzo 1974) è un allenatore di calcio ed ex calciatore francese, di ruolo centrocampista.

## Biografia
Anche suo padre Jean e suo fratello Youri sono stati calciatori.

## Carriera
Esordisce nelle serie inferiori francesi, giocando con le maglie di Grenoble, Rouen e Olympique Alès, tra Ligue 2 e Championnat National.
Nel 1997 si ritrova svincolato; su suggerimento del fratello, ottiene un periodo di prova nell'Inter. Con i nerazzurri partecipa a una tournée in Asia, realizzando un gol contro una squadra di Hong Kong, terminata 8-0 per l'Inter, e successivamente viene provato anche dalla Fidelis Andria; ottiene infine un ingaggio al Fiorenzuola, in Serie C1, dove non scende mai in campo. In seguito passa all'Étoile-Carouge, squadra di massima divisione svizzera, con cui colleziona 7 presenze ed una rete.
Negli anni successivi milita nella squadra riserve del Kaiserslautern (società tedesca in cui gioca il fratello Youri) e nel Luton Town, sempre con scarsa fortuna. Rientrato definitivamente in Francia, milita nelle categorie inferiori con UGA Decines e Chasselay. Nella stagione 2011-2012, dopo alcuni anni di interruzione dell'attività, riprende a giocare, di nuovo nel Decines, e a partire dalla stagione 2012-2013 ne diventa l'allenatore.